# Inmalthodes flavus
Inmalthodes flavus is een keversoort uit de familie soldaatjes (Cantharidae). De wetenschappelijke naam van de soort werd in 1940 gepubliceerd door Wittmer.